# أرخيداموس الأول
أرخيداموس الأول ملك إسبرطة، وهو خليفة أناكسيداموس وبدأ عهده بعد الحرب الميسينية الثانية، ويقال أن عهده كان هادئا ولم تحدث فيه أحداث مهمة.